# Drymus unus
Drymus unus är en insektsart som först beskrevs av Thomas Say 1832.  Drymus unus ingår i släktet Drymus och familjen Rhyparochromidae. Inga underarter finns listade i Catalogue of Life.